# Flaga Tirany
Flaga Tirany (alb. flamuri i Tiranës) – jeden z symboli stolicy Albanii, Tirany. Przedstawia herb miasta na błękitnym tle.